# فيليب موريس (لاعب كريكت نيوزلندي)
فيليب موريس (15 مايو 1952 في نيوزيلندا - ) (بالإنجليزية: Philip Morris)‏ هو لاعب كريكت نيوزلندي.

## وصلات خارجية
- فيليب موريس على موقع إي آس بي آن كريك إنفو (الإنجليزية)